# Pyxis (animal)
Pyxis es un género de tortugas de la familia Testudinidae. Las especies de este género son endémicas de Madagascar.

## Especies
Se reconocen las siguientes dos especies:
- Pyxis arachnoides Bell, 1827 — Tortuga araña de Madagascar
- Pyxis planicauda (Grandidier, 1867) — Tortuga de cola plana